# Mani Matter
Hans Peter Matter (4. srpna 1936 Herzogenbuchsee ‒ 24. listopadu 1972 Kilchberg) byl švýcarský právník, politický myslitel a umělec. Pod jménem Mani Matter se proslavil především jako písničkář. Jeho písně se řadí k vrcholům hudebně-literární tvorby vzniklé a tradované v bernském dialektu.

## Život

### Dětství
Mani Matter se narodil 4. srpna 1936 v obci Herzogenbuchsee. Otec Erwin Matter pracoval jako advokát a uznávaný odborník na právní ochranu duševního vlastnictví. Matka Wilhelmina, rozená de Haanová, byla původem Holanďanka, do Švýcarska se přistěhovala ve 20. letech. Pracovala v domácnosti, po válce pak jako sekretářka v advokátní kanceláři.
Spolu se svou starší sestrou Helen vyrůstal Matter v dobrém a bezpečném rodinném prostředí. Až na několik alpských pobytů – jednou kvůli válce, podruhé kvůli dýchacím potížím – strávil celé dětství v Bernu. Doma mluvili rodiče s oběma dětmi francouzsky, němčina začala v Matterově mluvě převažovat až se vstupem do školy.
V osmi letech vstoupil Matter do skautského oddílu Patria, jemuž zůstal věrný až do roverského věku. Skautský čtvrtletník Hallo a oddílové akce se přirozeně staly jeho první uměleckou tribunou: publikoval zde první básně, účinkoval v divadelních a kabaretních číslech a později, v únoru 1954 se zde představil poprvé také jako písničkář. Ve skautu se rovněž upevnila jeho přezdívka, vzniklá zkomolením holandské podoby jeho jména (Hans → Jan → Nani → Mani).
Po předčasném úmrtí matky (zemřela v jedenapadesáti letech na rakovinu prsu) se tehdy šestnáctiletý Matter opakovaně nervově zhroutil. V důsledku toho byl později zproštěn vojenské povinnosti.
Po maturitě v roce 1955 začal na Bernské univerzitě studovat germanistiku, po prvním semestru ale obor změnil a rozhodl se raději pro studium práva.

### Studium a právnická praxe
V roce 1961 byl Matter zapsán do seznamu advokátů kantonu Bern, dál se však věnoval doktorskému studiu, politické a umělecké činnosti a od roku 1963 také rodině. Po získání doktorátu začal v roce 1965 na Bernské univerzitě jako vrchní asistent prof. Richarda Bäumlina učit teorii státu a práva. O rok později získal stipendium do Velké Británie.
Na podzim 1967 se tedy spolu s rodinou odstěhoval do Cambridge, kde celý rok pracoval na své habilitační práci. Současně získal zajímavou pracovní nabídku, po návratu do Švýcarska také proto obhajobu své habilitace odložil a od ledna 1969 působil nejprve jako volný spolupracovník a o rok později pak jako právní poradce hlavního města Bern. Od roku 1970 zároveň vyučoval na právnické fakultě veřejné právo.

### Politická činnost
Od roku 1956 patřil Matter k předním osobnostem mladého politického hnutí Junges Bern. Vedl volební kampaně, byl autorem prvního programu strany, opakovaně kandidoval do městské i kantonální rady a mezi lety 1964 a 1967 zastával funkci předsedy.
Hnutí se soustředilo jednak na komunální politiku, jednak na obecný problém ideologizace jazyka a myšlení velkých politických stran své doby. Proti politice spočívající především v hájení stranických zájmů stavělo poctivou, nepředpojatou a věcnou diskusi o jednotlivých otázkách dne.

### Umělecká tvorba
Matter napsal asi 90 písní. Přibližně polovinu z nich za svého života sám natočil a zveřejnil. Ostatní se dochovaly na několika autentických, avšak nepublikovaných nahrávkách, v podání jiných interpretů, případně jen v písemné pozůstalosti.
Pomineme-li raná vystoupení v soukromých nebo poloveřejných kruzích (rodina, přátelé, skauti), Matterova koncertní činnost se datuje teprve od prosince 1965. Dlouho však vystupoval výhradně v rámci komponovaných programů, nejčastěji v rámci šestičlenného sdružení tzv. Bernských trubadúrů. Teprve od podzimu 1971 hrál výhradně sám.
Vedle písní se Matter věnoval také dalším krátkým literárním formám. Jeho umělecké deníky obsahují mj. bystré filosofické, politické, umělecké a teologické úvahy, řadu básní, několik dialogů a jiné kratší texty. Uveden a posmrtně vydán byl také jeho německý překlad libreta Charlese-Ferdinanda Ramuze Historie de Soldat.
Matterova literární pozůstalost je archivována v Bernu.

### Rodina
Mani Matter se oženil v roce 1963. Dcera Sibyl (1964) se později stala rovněž právničkou, dcera Meret (1965) divadelní režisérkou a syn Ueli (1967), který od narození trpěl lehkým pohybovým a sluchovým postižením, taxikářem.
Matterova žena Joy Matter, rozená Doebeli (1935), je po matce Angličanka, narodila se však již v Bernu. Třicet let pracovala jako učitelka angličtiny a francouzštiny. Zároveň byla celý svůj život politicky aktivní. Od konce 70. let byla členkou Velké rady kantonu Bern, od roku 1989 pak pracovala na bernské radnici. Zvláště se angažovala v oblasti školství, v ženském hnutí a v otázkách integrace handicapovaných a cizinců.

### Smrt
Mani Matter zemřel 24. listopadu 1972 na následky vážné dopravní nehody, k níž došlo na dálnici nedaleko Zürichu. Ve stejný den měl odehrát koncert v obci Rapperswil.
Pochován je v Bernu na hřbitově Bremgarten.

## Osobnost
Matter vynikal jednak kritickým a radikálním myšlením, jednak úsporným a bystrým slohem. Mimořádný význam přikládal otevřenému dialogu. Celý život si kladl obecné otázky týkající se lidské existence a společenského řádu. Na základě hluboké reflexe se pak snažil co možná nejjasněji popsat absurditu lidského života, případně navrhoval možná rozumná východiska pro věcné řešení dané situace.
Obratně se přitom vyhýbal vládnoucím ideologiím, předsudkům a dílčím zájmům, bohatě využíval nejrůznějších formálních jazykových prostředků a umně a nenásilně propojoval teorii s praxí. Role úředníka, učitele, politika, otce a písničkáře se u něj zásadně nevylučovaly, naopak – dovolovaly mu brousit myšlení v nejrůznějším prostředí.
Písně se staly veřejně nejznámějším výsledkem jeho práce proto, že k tomu svou formou jednoduše vybízejí. Od roku 1960 je šíří švýcarský rozhlas, od roku 1966 pak vycházejí opakovaně na zvukových nosičích a od roku 1969 také tiskem. V Matterově vlastním životě však představovala jeho písňová tvorba jen jednu polohu z mnoha. Ani v době největší slávy, kdy měl na programu více než 100 vyprodaných koncertů ročně, neuvažoval vážně o tom, že by se živil pouze jako písničkář.

## Charakteristika a vliv díla
Podobně jako mnozí jeho současníci, také Mani Matter byl jako písničkář přímo a přiznaně ovlivněn především francouzským šansoniérem Georgem Brassensem, který byl ve své době vrcholným vzorem autora-skladatele-interpreta v jedné osobě.
Podobně jako Brassens dokazoval Matter, že zdánlivě jednoduchá píseň nijak nebrání tomu, aby její autor vedl publikum ke kritickému myšlení a vlastnímu úsudku. Rafinovaně k tomu využíval nejrůznějších jazykových prostředků, zejména bezprostřední blízkosti komiky a tragiky, domýšlení děje ad absurdum a minimalistického doprovodu a přednesu.
Přitom se stal přirozeně jedním z prvních, kterým jako specifický pracovní nástroj posloužil jeden z nejstarších dialektů švýcarské němčiny – berndeutsch, tedy dialekt, jehož literární potenciál ležel do té doby víceméně ladem. Právě jazyk se stal ovšem zároveň hlavním omezením Matterova možného vlivu. Texty jsou v jeho případě stěžejní, a jejich kvalitní překlad mimořádně nesnadný.
Matter tak zůstává švýcarským rodinným stříbrem. Jeho písně se zde dočkaly uznání bezprostředně po uvedení a jejich všeobecná známost a obliba dodnes překonává popularitu kteréhokoli jiného švýcarského písničkáře. Děti se je učí ve škole, studenti o nich píší diplomové práce, profesoři lingvistiky odborné studie, kolegové nahrávají nové a nové coververze, každý rok se v Bernu v den jeho narozenin koná matterovský festival a k jeho nedožitým 75. narozeninám byla ve Švýcarském zemském muzeu uspořádána velká výstava o jeho životě a díle.

## Dílo

### Diskografie

#### Samostatné nahrávky
- I han en Uhr erfunde. Berner Chansons von und mit Mani Matter (EP), Bern : Zytglogge 1966.
- Alls wo mir id Finger chunnt (EP), Bern : Zytglogge 1967.
- Hemmige (EP), Bern : Zytglogge 1970.
- Betrachtige über nes Sändwitsch (EP), Bern : Zytglogge 1972.
- Ir Ysebahn (LP), Bern : Zytglogge 1973. – Koncertní album, nahrané 17. 1. 1971 v Basileji.
- I han es Zündhölzli azündt, Bern : Zytglogge 1973. – Dvoualbum shrnující předchozí čtyři EP.

#### Spoluúčast
- Berner Troubadours live in der Rampe (CD), Oberhofen : Zytglogge 1971. – Koncertní album obsahující 4 písně v Matterově podání.
- Warum syt dir so truurig? (CD), Oberhofen : Zytglogge 2002. – Soundtrack k dokumentárnímu filmu Friedricha Kappelera.
- Fragen an Mani Matter (CD), Oberhofen : Zytglogge 2010. – Rozhlasové interview vedené Franzem Hohlerem 31. srpna 1971.
- Mani Matter und Die Anfänge des Berner Chansons (CD), Oberhofen : Zytglogge 2011. – Rozhlasový pořad z 27. února 1970.

#### Matterovy písně v podání jiných interpretů
- Kriminalgschicht (CD), Oberhofen : Zytglogge 1972. – Miniopera v podání Jakoba Stickelbergera a Fritze Widmera.
- Dr Kolumbus (CD), Oberhofen : Zytglogge 1977. – Písně Maniho Mattera v podání Jakoba Stickelbergera a Fritze Widmera.
- Matter-Rock (CD), Oberhofen : Zytglogge 1992. – Kompilace rockově upravených písní Maniho Mattera. Různí interpreti.
- Gö (CD), Oberhofen : Zytglogge 1995. – Písně Maniho Mattera převedené do vídeňské němčiny v podání Reinharda Prenna a Gerharda Ruisse.
- Ruiss singt Öha (CD), Wien 1997. – Dalších 18 písní v převodu Reinharda Prenna a v podání Gerharda Ruisse.
- Ueli Schmezers Matterlive 1-3 (3 CD), Oberhofen : Zytglogge 2004, 2006, 2012. – Série tří alb v úpravě a podání hudební skupiny Ueli Schmezera.
- Kunscht isch geng es Risiko (CD), Oberhofen : Zytglogge 2012. – Písně Maniho Mattera v provedení a cappela Kammerton-Quartetu.
- Rozjímání o sendviči (CD + kniha), 2016 - Jan Řepka zpívá písně Maniho Mattera ve svých vlastních překladech[1]

Ojedinělé adaptace písní Maniho Mattera se dále objevují na albech různých (především švýcarských) hudebníků. Nejznámější z nich jsou skupiny Züri West, zpěvák Stephan Eicher nebo Guillermo Soryo.

### Zpěvníky
- Us emene lääre Gygechaschte. Berndeutsche Chansons. Kandelaber, Bern 1969; Zytglogge, Oberhofen 2011, ISBN 978-3-7296-0828-3
- Warum syt dir so truurig? Berndeutsche Chansons. Hrsg. v. Joy Matter. Benziger, Zürich 1973; Zytglogge, Oberhofen 2011, ISBN 978-3-7296-0826-9
- Einisch nach emne grosse Gwitter. Berndeutsche Chansons. Hrsg. v. Joy Matter. Benziger, Zürich 1992; Zytglogge, Oberhofen 2011, ISBN 978-3-7296-0827-6

### Deníky
- Sudelhefte – Rumpelbuch (souborné vydání). Zürich : Ex Libris 1978. Oberhofen : Zytglogge 2011, ISBN 978-3-7296-0829-0
- Das Cambridge-Notizheft. Tagebuch 1968. Oberhofen : Zytglogge 2011, ISBN 978-3-7296-0830-6

### Odborné a veřejné texty
- Die Legitimation der Gemeinde zur staatsrechtlichen Beschwerde. Bern : Stämpfli 1965
- Die Schweiz seit 1945 aus der Sicht der jungen Generation. in Die Schweiz seit 1945. edit. Erich Gruner. Marburg : Francke Verlag 1967
- Die pluralistische Staatstheorie oder Der Konsens zur Uneinigkeit (1967/68). edit. Benjamin Schindler. Oberhofen : Zytglogge 2012, ISBN 978-3-7296-0852-8

### Překlady
- Charles-Ferdinand Ramuz: Die Geschichte vom Soldaten. Bern : Edition Lesabéndio 1991; Oberhofen : Zytglogge 2012, ISBN 978-3-7296-0844-3

## Jiná díla věnovaná Manimu Matterovi
- Dr Sidi Abdel Assar vo El Hama. Ilustrace Oskar Weiss. Gümligen : Zytglogge 1995. Ilustrovaná kniha.
- Warum syt dir so truurig? 2002. Celovečerní dokumentární film v režii Friedricha Kappelera.
- Mani Matter: 1936 - 1972. Výstava o životě a díle uspořádaná k 75. výročí narození Švýcarským zemským muzeem.

### Na památku
- Po Matterovi je pojmenovaná krátká ulice Mani-Matter-Stutz v centru Bernu.
- Jméno Mani Matter nese jedna z vlakových souprav SBB.

## Mani Matter v češtině
Několik Matterových písní přeložil do češtiny a zpívá písničkář Jan Řepka. Vydal je na albu Rozjímání o sendviči (2016).